# Wakana Yamazaki
Wakana Yamazaki (山崎 和佳奈?, Yamazaki Wakana; Yokohama, 21 marzo 1965) è un'attrice e doppiatrice giapponese che lavora per la Aoni Production.
È famosa soprattutto per essere la voce di Ran Mori in Detective Conan.

## Doppiaggio

### Animazione televisiva
- Air Gear (Benkei)
- All Purpose Cultural Cat Girl Nuku Nuku (Tieko)
- Bobobo-bo Bo-bobo (Suzu)
- Caccia al tesoro con Montana (Ariel)
- Captain Tsubasa (Maki Akamine)
- Dai no Daibouken (Soara)
- Detective Conan (Ran Mori)
- Digimon Adventure 02 (Arukenimon)
- Sensei no ojikan (Rio Kitagawa)
- Dragon Ball GT (Bish)
- Fighting Beauty Wulong (Ran Mao)
- Gasaraki
- Ge Ge Ge no Kitaro (4ª stagione) (Bone woman)
- Ghost Sweeper Mikami (Maria, Shoryuki)
- Godannar (Shukuyu) (Ishtar Pilot)
- Gokinjo Monogatari (Mai "Pii-chan" Ōta)
- Gulliver Boy (Phoebe)
- Himitsu no Akko-chan (3ª serie) (Atsuko "Akko" Kagami)
- InuYasha (Suzuna)
- Jūni Kokuki (Kyo-o)
- Kamikaze Kaito Jeanne (Sazanka, Myst)
- Kiteretsu Daihyakka (Satsuki Hanamaru)
- Last Exile (Sophia Forrester)
- Piccoli problemi di cuore (Meiko Akizuki)
- Mobile Fighter G Gundam (Bunny Higgins)
- Neighborhood Story (Mai Ota)
- One Piece (Nojiko, Nami (ep. 70-78), Scarlett)
- Pokémon (Chisato)
- Sailor Moon R (Kōan)
- Sailor Moon Sailor Stars (Nehellenia (bambina))
- Trigun (Monica)
- Xenosaga (Shelley Godwin, Pellegri)
- Yu-Gi-Oh! (Risa Kageyama A)
- Konjiki no Gash Bell!! (Hana Takamine)

### OAV
- The Super Dimension Century Orguss (Toria)
- Guardian Angel Getten (Shoko Yamanobe)
- Interlude (Yuuki Takase)

### Videogiochi
- Ace Combat: Squadron Leader (Kei Nagase/Edge)
- Battle Arena Toshinden 3 (Rachael)
- Dead or Alive (Ayane)
- Dead or Alive 2 (Ayane)
- Dead or Alive 3 (Ayane)
- Dead or Alive Xtreme Beach Volleyball (Ayane)
- Dead or Alive 4 (Ayane)
- Dead or Alive Xtreme 2 (Ayane)
- Dead or Alive Paradise (Ayane)
- Dead or Alive: Dimensions (Ayane)
- Dead or Alive 5 (Ayane)
- Dead or Alive Xtreme 3 (Ayane)
- Dead or Alive 6 (Ayane)
- Detective Conan: Il caso Mirapolis (Ran Mori)
- Digimon Survive (Arukenimon)
- Dragon Force II: Kamisarishi Daichi ni (Cess)
- Eternal Melody (Mayer Stricia)
- Everybody's Golf Portable (Mari)
- Exist Archive: The Other Side of the Sky (Zenobia)
- Granblue Fantasy (Ran Mori)
- Puyo Puyo (Happy)
- Mitsumete Knight (Pico, Noel, Ashitta)
- Black Matrix (Puraha)
- Interlude (Yuuki Takase)
- Never7 -the end of infinity- (Saki Asakura)
- Ninja Gaiden (Ayane)
- Ninja Gaiden 2 (Ayane)
- Ninja Gaiden 3 (Ayane)
- Project Zero: Maiden of Black Water (Ayane)
- Resonance of Fate (Veronique)
- Reveal Fantasia: Mariel to Yōsei Monogatari (Eileen)
- Samurai Warriors (Okuni)
- Samurai Warriors 2 (Okuni, Nene)
- Samurai Warriors 3 (Okuni, Nene)
- Samurai Warriors 4 (Okuni, Nene)
- Samurai Warriors: Spirit of Sanada (Okuni, Nene)
- Senran Kagura: Estival Versus (Ayane)
- Senran Kagura: Peach Beach Splash (Ayane)
- Shinobi Master Senran Kagura: New Link (Ayane)
- Shining Resonance (Emma)
- Star Ocean (Ilia Silvestri, Pericci)
- Super Robot Wars Z3: Heaven Chapter (Elunaluna Burnstraus)
- Valkyrie Profile (Mystina)
- Warriors All-Stars (Ayane)
- Warriors Orochi (Okuni, Nene)
- Warriors Orochi 2 (Okuni, Nene)
- Warriors Orochi 3 (Okuni, Nene, Ayane)
- Warriors Orochi 4 (Okuni, Nene)